# Habitatges al Camí Ral, 13
Habitatges al Camí Ral, 13 són uns edificis dins del conjunt de la Fundació Teodor Bosch. Es tracta de dos petits habitatges, d'iguals característiques ornamentals i de disseny. Estan formats per cossos de diferents alçades i amplades. Tenen les façanes amb combinació de plans, arrebossats simulant ratlles i d'altres espais remarcant arestes i finestres. Presenta barbacana i ràfec de fusta. La coberta és de teula àrab. Fusteria de fusta i barana de balcó de pedra.